# モーリス・Sシリーズ
モーリスSシリーズは、モーリスが発売しているフィンガーピッキング向けのギターである。
指板幅をやや広め44~45mmとし、ハイフレットでも弾きやすさが損なわれないよう、オリジナルシェイプの極めて薄いネックが採用されている。ブリッジ側の弦間も広めになっており、右手を楽に動かせる設計となっている。
また、弦長も、変則チューニングを使用した際の張力を稼ぐため、652mmと長めになっている。
派生モデルに、一回り大きいサイズのSJ、一回り小さいサイズのSSがある。

## 製作者
横山氏(2006年独立)、藤田氏など

## 主な使用者
- 元ARB 田中一郎
- DEPAPEPE 三浦拓也
- 南澤大介
- 中川イサト
- 打田十紀夫